# Palm OS

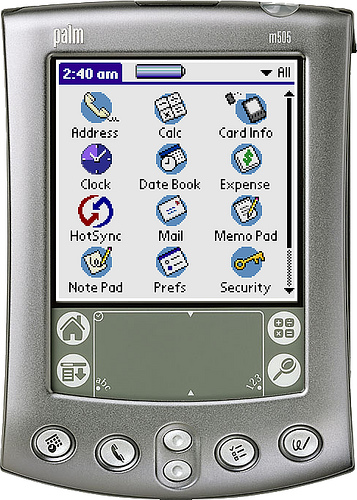
Palm m505, med Palm OS 4.0

PalmOS är ett operativsystem som används i handdatorer från ett antal tillverkare}. PalmOS utvecklades ursprungligen av Palm Computing.